# خورخي ثيلر
خورخي ثيلر (بالإسبانية: Jorge Theiler) هو مدرب كرة قدم ولاعب كرة قدم أرجنتيني في مركز الدفاع، ولد في 12 مايو 1964 في San José de la Esquina ‏ في الأرجنتين. شارك مع منتخب الأرجنتين تحت 20 سنة لكرة القدم ومنتخب الأرجنتين لكرة القدم. أما مع النوادي، فقد لعب مع ريفر بليت ونادي سان لورينزو ونادي سانت غالن ونيولز أولد بويز.

## وصلات خارجية
- خورخي ثيلر على موقع الاتحاد الدولي (مؤرشف)  (الإنجليزية)
- خورخي ثيلر على موقع قاعدة بيانات كرة القدم.إي يو (الإنجليزية)
- خورخي ثيلر على موقع ناشيونال فوتبول تيمز (الإنجليزية)